# Ernobius luteipennis
Ernobius luteipennis är en skalbaggsart som beskrevs av Leconte 1879. Ernobius luteipennis ingår i släktet Ernobius och familjen trägnagare. Inga underarter finns listade i Catalogue of Life.